# Gerardo Celasco

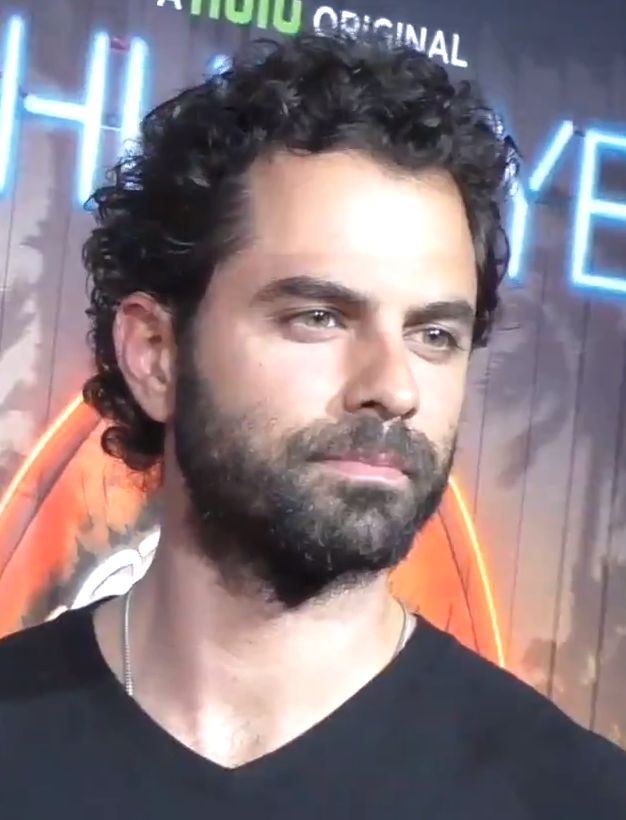
Gerardo Celasco 2016

Gerardo Celasco, auch bekannt unter dem Pseudonym Adrian Bellani, (* 8. April 1982 in Miami) ist ein amerikanischer Schauspieler. 

## Leben und Karriere
Celascos Familie stammt aus El Salvador, wo seine Großmutter noch lebt. Er wurde im amerikanischen Miami geboren, wuchs aber mit seinen Geschwistern in El Salvador auf. In der High School wurde er als Model für eine Kampagne des Modefotografen Roberto Aguilar entdeckt. Er ging nicht auf eine Schauspielschule, sondern studierte Finanzwesen an der Southern Methodist University in Texas. Außerdem besuchte er zu seiner privaten Leidenschaft des Fotografierens für einige Monate einen Kurs an der University of California, Los Angeles. Er engagiert sich in PADRES Contra El Cáncer, einer Wohltätigkeitsorganisation für Kinder in niedrigverdienenden Familien, die von Krebs betroffen sind.
Celasco zog 2005 aus El Salvador nach Kalifornien und fand dort seine erste professionelle Schauspielrolle in der Daytime-Soap Passions als zweiter Schauspieler der Rolle Miguel Lopez-Fitzgerald von 2006 an. Zu Beginn seiner Karriere benutzte er das Pseudonym Adrian Bellani. Etwa seit 2017 wird er unter seinem bürgerlichen Namen gelistet. Unter diesem hatte er etwa ab 2020 eine Nebenrolle in der letzten Staffel von How to Get Away with Murder und Serienhauptrollen in Next, Swimming with Sharks und Devil in Ohio.
Celasco ist mit der Schauspielerin Jennifer Morrison verheiratet.

## Filmografie
gelistet als Adrian Bellani
- 2006–2007: Passions (Fernsehserie, 156 Episoden)
- 2007: Heroes (Fernsehserie, 1 Episode)
- 2010: Las Angeles
- 2011: RPM Miami (Fernsehserie, 13 Episoden)
- 2011: Rizzoli & Isles (Fernsehserie, 1 Episode)
- 2011: Die Kunst zu gewinnen – Moneyball
- 2011: Pimp Bullies – Opfer eines Bordells
- 2012: Battleship
- 2013: Crosstown (Greencard Warriors)
- 2013: Westside (Fernsehfilm)
- 2014: Cleaners (Fernsehserie, 2 Episoden)
- 2014: Person of Interest (Fernsehserie, 1 Episode)
- 2014: White Dwarf
- 2014–2015: The Haves and the Have Nots (Fernsehserie, 9 Episoden)
- 2015: The Player (Fernsehserie, 1 Episode)

gelistet als Gerardo Celasco
- 2017: Bones – Die Knochenjägerin (Fernsehserie, 2 Episoden)
- 2018: StartUp (Fernsehserie, 2 Episoden)
- 2018: The Finest (Fernsehfilm)
- 2019: S.W.A.T. (Fernsehserie, 1 Episode)
- 2019–2020: How to Get Away with Murder (Fernsehserie, 7 Episoden)
- 2020: Next (Fernsehserie, 10 Episoden)
- 2022: Swimming with Sharks (Fernsehserie, 6 Episoden)
- 2022: Good Sam (Fernsehserie, 3 Episoden)
- 2022: Devil in Ohio (Fernsehserie, 8 Episoden)
- 2023: The Idol (Fernsehserie, 1 Episode)
- 2025: The Waterfront (8 Episoden)